# Belassel Bouzegza
Belassel Bouzegza (anche Belaassel Bouzagza) è un comune dell'Algeria, situato nella provincia di Relizane.